# Эйлсбери
Эйлсбери (англ. Aylesbury) — город в Англии, главный город графства Бакингемшир и района Эйлсбери-Вейл.

## География

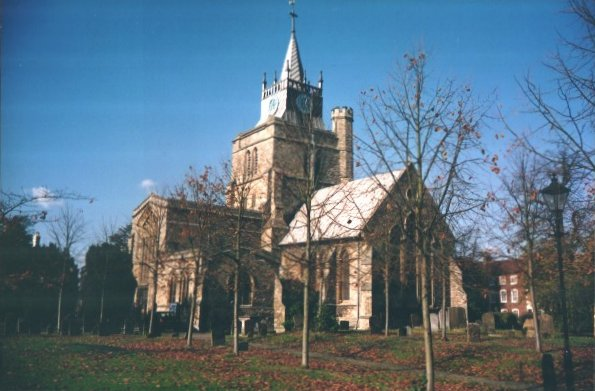
Церковь Святой Марии

Город расположен на юге центральной Англии, в 58 км на северо-запад от центра Лондона. Входит в состав Лондонского метрополитенского района.

## Население
Его население по переписи 2001 года составило 65 173 человека.

## История
В результате раскопок 1985 года обнаружены укрепления железного века, относящиеся к началу IV века до нашей эры.
VII век — сёстрами Эдбургой и Эдитой в Эйлсбери основан монастырь.